# Villette-d'Anthon
Villette-d'Anthon är en kommun i departementet Isère i regionen Auvergne-Rhône-Alpes i sydöstra Frankrike. Kommunen ligger i kantonen Pont-de-Chéruy som tillhör arrondissementet Vienne. År 2022 hade Villette-d'Anthon 5 240 invånare.

## Befolkningsutveckling
Antalet invånare i kommunen Villette-d'Anthon
Referens:INSEE